# Lista siturilor arheologice din județul Sălaj - D
Lista siturilor arheologice din județul Sălaj - D conține toate siturile arheologice din județul Sălaj înscrise în Repertoriul Arheologic Național (RAN) și aflate în localități al căror nume începe cu litera D. RAN este administrat de Ministerul Culturii și Patrimoniului Național și cuprinde date științifice, cartografice, topografice, imagini și planuri, precum și orice alte informații privitoare la zonele cu potențial arheologic, studiate sau nu, încă existente sau dispărute.
Puteți căuta un sit din localitățile care încep cu litera D folosind formularul de mai jos sau puteți naviga prin toate siturile din județ la Lista siturilor arheologice din județul Sălaj.
| Cod RAN                                   | Denumire | Localitate                       | Adresă                        | Datare          | Descoperit | Coordonate                                  | Imagine           | Erori            |
| ----------------------------------------- | --- | -------------------------------- | ----------------------------- | --------------- | ---------- | ------------------------------------------- | ----------------- | ---------------- |
| 140306.01.02 (Cod LMI: SJ-I-s-B-04886)    | Situl arheologic de la Derșida - "Dealul lui Balotă" / ansamblu anonim (Categorie: locuire civilă) (Tip: Așezare)               | sat Derșida, comuna Bobota       | Dealul lui Balotă             |                 |            |                                             | Încărcați imagine | Raportați eroare |
| 140306.01.01 (Cod LMI: SJ-I-s-B-04886)    | Situl arheologic de la Derșida - "Dealul lui Balotă" / ansamblu anonim (Categorie: locuire civilă) (Tip: Așezare)               | sat Derșida, comuna Bobota       | Dealul lui Balotă             | Wietenberg      |            |                                             | Încărcați imagine | Raportați eroare |
| 142033.01.01 (Cod LMI: SJ-I-m-B-04887.02) | Situl arheologic de la Doh - "La izvoare" / ansamblu anonim (Categorie: locuire civilă) (Tip: Așezare)                          | sat Doh, comuna Măeriște         | str. Stremț, punct La izvoare | Cehăluț         |            |                                             | Încărcați imagine | Raportați eroare |
| 142033.01.02 (Cod LMI: SJ-I-m-B-04887.01) | Situl arheologic de la Doh - "La izvoare" / ansamblu anonim (Categorie: locuire civilă) (Tip: Așezare)                          | sat Doh, comuna Măeriște         | str. Stremț, punct La izvoare | sec. II - III   |            |                                             | Încărcați imagine | Raportați eroare |
| 141036.01.01 (Cod LMI: SJ-I-s-B-04888)    | Așezarea neolitică de la Dragu / ansamblu anonim (Categorie: locuire civilă) (Tip: Așezare)                                     | sat Dragu, comuna Dragu          |                               | Starčevo - Criș |            |                                             | Încărcați imagine | Raportați eroare |
| 141036.02.01 (Cod LMI: SJ-I-s-B-04889)    | Așezarea neolitică de la Dragu - "La Poduri" / ansamblu anonim (Categorie: locuire civilă) (Tip: Așezare)                       | sat Dragu, comuna Dragu          | La Poduri                     |                 |            |                                             | Încărcați imagine | Raportați eroare |
| 141036.03.01 (Cod LMI: SJ-I-s-B-04890)    | Așezarea neolitică de la Dragu - "Bulbuc" / ansamblu anonim (Categorie: locuire civilă) (Tip: Așezare)                          | sat Dragu, comuna Dragu          | Bulbuc                        |                 |            |                                             | Încărcați imagine | Raportați eroare |
| 141036.04.01 (Cod LMI: SJ-I-s-B-04891)    | Așezarea neolitică de la Dragu - "Zăpodea de la piatră" / ansamblu anonim (Categorie: locuire civilă) (Tip: Așezare)            | sat Dragu, comuna Dragu          | Zăpodea de la piatră          |                 |            |                                             | Încărcați imagine | Raportați eroare |
| 140976.01.01                              | Așezarea de la Deleni- Țigle / ansamblu anonim (Categorie: locuire civilă) (Tip: Așezare)                                       | sat Deleni, comuna Dobrin        | Țigle                         |                 |            |                                             | Încărcați imagine | Raportați eroare |
| 142033.02                                 | Obiecte neo-eneolitice la Doh- Somoșa (Categorie: descoperire izolată) (Tip: obiect izolat)                                     | sat Doh, comuna Măeriște         | Somoșa                        |                 |            |                                             | Încărcați imagine | Raportați eroare |
| 141189.01.01                              | Așezarea eneolitică de la Dobrocina- Cetățele / ansamblu anonim (Categorie: locuire civilă) (Tip: Așezare)                      | sat Dobrocina, comuna Gâlgău     | Cetățele                      |                 |            |                                             | Încărcați imagine | Raportați eroare |
| 141036.05.01                              | Așezarea eneolitică de la Dragu- Lespezi / ansamblu anonim (Categorie: locuire civilă) (Tip: Așezare)                           | sat Dragu, comuna Dragu          | Lespezi                       | Tiszapolgár     |            |                                             | Încărcați imagine | Raportați eroare |
| 141036.06.01                              | Așezarea neolitică de la Dragu- Pusta Mică / ansamblu anonim (Categorie: locuire civilă) (Tip: Așezare)                         | sat Dragu, comuna Dragu          | Pusta Mică                    | Starčevo - Criș |            |                                             | Încărcați imagine | Raportați eroare |
| 142033.03.01                              | Situl arheologic de la Doh - Râturi/Coaste / ansamblu anonim (Categorie: așezare) (Tip: Așezare)                                | sat Doh, comuna Măeriște         | Râturi                        | Lumea Nouă      |            | 47°20′00″N 22°43′30″E / 47.33333°N 22.725°E | Încărcați imagine | Raportați eroare |
| 142033.03.02                              | Situl arheologic de la Doh - Râturi/Coaste / ansamblu anonim (Categorie: așezare) (Tip: Așezare)                                | sat Doh, comuna Măeriște         | Râturi                        | Coțofeni        |            | 47°20′00″N 22°43′30″E / 47.33333°N 22.725°E | Încărcați imagine | Raportați eroare |
| 140306.03.01                              | Mormântul celtic de la Derșida - Dealul Temeteului / ansamblu anonim (Categorie: descoperire funerară) (Tip: mormant)           | sat Derșida, comuna Bobota       | Dealul Temeteului             | Celtică         |            |                                             | Încărcați imagine | Raportați eroare |
| 140985.02.01                              | Așezarea medievală de la Doba / ansamblu anonim (Categorie: locuire) (Tip: așezare)                                             | sat Doba, comuna Dobrin          |                               | sec. XIII       |            |                                             | Încărcați imagine | Raportați eroare |
| 142747.02.01                              | Mormântul din epoca bronzului de la Domnin - Dealul Bărcului / ansamblu anonim (Categorie: descoperire funerară) (Tip: mormant) | sat Domnin, comuna Someș-Odorhei | Dealul Bărcului               | Coțofeni        |            |                                             | Încărcați imagine | Raportați eroare |
| 142747.03.01                              | Așezarea de epocă romană de la Domnin - Hârbuț / ansamblu anonim (Categorie: locuire) (Tip: aeezare)                            | sat Domnin, comuna Someș-Odorhei | Hârbuț                        | sec. II-I       |            |                                             | Încărcați imagine | Raportați eroare |
| 141036.08.01                              | Așezarea Tiszapolgar de la Dragu - Vârful Țigheletului / ansamblu anonim (Categorie: locuire) (Tip: așezare)                    | sat Dragu, comuna Dragu          | Vârful Țigheletului           | Tiszapolgar     |            |                                             | Încărcați imagine | Raportați eroare |
| 141036.09.01                              | Așezarea Wietenberg de la Dragu - La Hodae / ansamblu anonim (Categorie: locuire) (Tip: așezare)                                | sat Dragu, comuna Dragu          | La Hodae                      | Wietenberg      |            |                                             | Încărcați imagine | Raportați eroare |
| 141358.01.01                              | Așezarea Coțofeni de la Drighiu - Soropiș / ansamblu anonim (Categorie: locuire) (Tip: așezare)                                 | sat Drighiu, comuna Halmășd      | Soropiș                       |                 |            |                                             | Încărcați imagine | Raportați eroare |
| 141358.02.01                              | Așezarea de epocă romană de la Drighiu - Valea Turii / ansamblu anonim (Categorie: locuire) (Tip: așezare)                      | sat Drighiu, comuna Halmășd      | Valea Turii                   |                 |            |                                             | Încărcați imagine | Raportați eroare |
| 141358.04.01                              | Așezarea de epocă romană de la Drighiu - Lipaia / ansamblu anonim (Categorie: locuire) (Tip: așezare)                           | sat Drighiu, comuna Halmășd      | Lipaia                        |                 |            |                                             | Încărcați imagine | Raportați eroare |
| 141358.03.01                              | Așezarea din epoca migrațiilor de la Drighiu - Tăul Cucului / ansamblu anonim (Categorie: locuire) (Tip: așezare)               | sat Drighiu, comuna Halmășd      | Tăul Cucului                  | sec.VII-IX      |            |                                             | Încărcați imagine | Raportați eroare |
| 141358.05.01                              | Așezarea din epoca migrațiilor de la Drighiu - Față / ansamblu anonim (Categorie: locuire) (Tip: așezare)                       | sat Drighiu, comuna Halmășd      | Față                          | sec. VIII-XI    |            |                                             | Încărcați imagine | Raportați eroare |